# Jyrki 69
Jyrki 69 (född Jyrki Pekka Emil Linnankivi) 15 oktober 1968,  sångare i det finska goth'n'roll bandet The 69 Eyes.
Jyrki är också en internationell ambassadör för Unicef, barns rättigheter. Han hjälper till att motarbeta barn- och sexhandel i Afrika.
Hans första soloalbum Helsinki Vampires publicerades 23 juni 2017.